# Vladimir Kärk
Pour les articles homonymes, voir Kärk.
Vladimir Kärk, né le 19 mars 1915, à Tallinn, en Estonie et décédé le 23 juillet 1998, à Royal Oak, aux États-Unis, est un ancien joueur estonien de basket-ball.